# Clásica de Almería 2009
De Clásica de Almería 2009 werd verreden op zaterdag 28 februari over een afstand van 169,4 kilometer en maakte deel uit van de UCI Europe Tour 2009. De wedstrijd met start in Puebla de Vícar en finish in Almería werd gewonnen door Greg Henderson. Het was de 22e editie van deze Spaanse wielerkoers.

## Uitslag
| Plaats  | Naam               | Ploeg                       | Tijd       |
| ------- | ------------------ | --------------------------- | ---------- |
| Winnaar | Greg Henderson     | Team Columbia-High Road-HTC | 4u 02' 45" |
| 2       | Graeme Brown       | Rabobank                    | z.t.       |
| 3       | Stefano Garzelli   | Acqua & Sapone              | z.t.       |
| 4       | Javier Benítez     | Contentpolis-Ampo           | z.t.       |
| 5       | Rubén Pérez        | Euskaltel-Euskadi           | z.t        |
| 6       | Vincent Jérôme     | Bbox Bouygues Telecom       | z.t.       |
| 7       | Tony Martin        | Team Columbia-High Road-HTC | + 0' 03"   |
| 8       | Luis León Sánchez  | Caisse d'Epargne            | z.t.       |
| 9       | Aleksandr Kolobnev | Team Saxo Bank              | + 0' 06"   |
| 10      | Josep Jufré        | Fuji-Servetto               | z.t.       |
|         |                    |                             |            |
| 17      | Pieter Weening     | Rabobank                    | z.t.       |
| 39      | Maxime Monfort     | Team Columbia-High Road-HTC | + 0' 57"   |

Mannen: 1988 · 1989 · 1990 · 1991 · 1992 · 1993 · 1994 · 1995 · 1996 · 1997 · 1998 · 1999 · 2000 · 2001 · 2002 · 2003 · 2004 · 2005 · 2006 · 2007 · 2008 · 2009 · 2010 · 2011 · 2012 · 2013 · 2014 · 2015 · 2016 · 2017 · 2018 · 2019 · 2020 · 2021 · 2022 · 2023 · 2024 · 2025
Vrouwen: 2023 · 2024 · 2025